# Forum (časopis)
Forum je književni mjesečnik Razreda za književnost Hrvatske akademije znanosti i umjetnosti (do 1973: Odjel za suvremenu književnost JAZU).
Izlazi od 1961. godine. Pokretači su bili Petar Šegedin, Marijan Matković (prvi glavni urednik) i Miroslav Krleža. Likovno rješenje izradio je Slavko Marić, a grafičku i likovnu opremu Majstorska radionica Krste Hegedušića. Program časopisa izvorno obuhvaća i druge književnosti Jugoslavije, ali ostaje uglavnom usredotočen na hrvatsku književnost. U ranim je godinama časopisa Krleža imao znatan utjecaj na oblikovanje sadržaja, iako formalno nije bio urednikom. Dio autora već su bili suradnici Krležinih prethodnih časopisa Danas i Pečat (Marko Ristić, Bratko Kreft, Vaso Bogdanov).
U Forumu se objavljuju proza, drame, eseji, pjesme, književne kritike i teorija, i srodni tekstovi. Do prosinca 2011. Forum je objavio djela tisuću sedamsto i sedamdeset i dvoje autora.[nedostaje izvor] Redovito je objavljivao najnovija djela hrvatskih književnika te prijevode iz svjetske književnosti. Među poznatijima bili su Vlado Gotovac, Miroslav Krleža, Slavko Mihalić, Vesna Parun, Pavao Pavličić, Antun Šoljan, Dragutin Tadijanović i Dubravka Ugrešić.
Forum je izvorno izlazio mjesečno, a od 1999. izlazi kao četiri trobroja godišnje. Dostupan je putem pretplate i u elektronskom obliku u sklopu Digitalne zbirke i kataloga HAZU. Bibliografija časopisa objavljena je 2001, br. 10–12, priredila Suzana Jukić.

## Glavni urednici
- 1962. – 1963. Marijan Matković
- 1964. – 1965. Ivo Frangeš
- 1966. – 1985. Marijan Matković
- 1986. – 1987. Marin Franičević
- 1987. – 1987. Rafo Bogišić
- 1987. – 2007. Slavko Mihalić
- 2007. – 2010. Nikola Batušić
- 2010. – 2021. Krešimir Nemec[2]
- 2022. – danas Dubravka Oraić Tolić[3]

Trenutna glavna urednica je Dubravka Oraić Tolić, a članovi uredništva su Mladen Machiedo, Miro Gavran i Helena Sablić Tomić. (Stanje prema br. 1-3, god. 2022.) Među prethodnim članovima uredništva bili su Dubravko Jelčić, Gustav Krklec, Miroslav Krleža, Slobodan Novak, Nikica Petrak, Marko Ristić, Franjo Tuđman i drugi.

## Vanjske poveznice
- Digitalna zbirka i katalog HAZU: Forum : mjesečnik Razreda za književnost Hrvatske akademije znanosti i umjetnosti